# كاربينيسيلين
كاربينيسيللين Carbenicillin  هو كاربينيسيللين إنديل الصوديوم. الزمرة الدوائية مضاد حيوي من زمرة البنسلينات.
وقد اكتشف من قبل العلماء في بيتشام وتم تسويقه تحت الاسم Pyopen. لديه تغطية تشمل سلبية الغرام الزائفة الزنجارية ولكنها محدودة في تغطية إيجابية الجرام . وcarboxypenicillins يكون عرضة للتدهور من قبل إنزيمات البيتا لاكتاماز ، على الرغم من أنها أكثر مقاومة من الأمبيسيلين للتدهور. كربنيسيلين هو أيضا أكثر استقرارا في درجة الحموضة أقل من الأمبسلين.

## الاستعمال الطبي
علاج امراض المسالك البولية الخطيرة والتهاب الموثة الناجمة عن العصيات الهوائية سلبية الغرام المتحسسة له.

## آليه العمل
يثبط عملية تصنيع جدار الخلية الجرثومية بارتباطه بواحد أو أكثر من البروتينات الرابطة للبنسلين الأمر الذي يؤدي في النهاية لانحلالها.

## الحرائك الدوائية
- الامتصاص: 30-40% عبر الجهاز الهضمي.
- العمر النصفي:1-1.5 ساعة.
- الإطراح: مع البول.[7]
- الحمل: ينتمي لأدوية المجموعة B
- مضادات الاستطباب: فرط الحساسية له أو لأحد مكوناته أو لأحد البنسلينات.
- لا يجوز استخدامه عند المصاب باضطراب وظائف الكلى.
- يستخدم بحذر شديد عند الذي لديه سوابق فرط حساسية للسيفالوسبورينات.

## الآثار الجانبية
- تحدث بنسبة تزيد عن 10%: إسهال.
- تحدث بنسبة 1-10%: التهاب اللسان، الإحساس بطعم كريه، غثيان، إقياء، تطبل البطن.
- تحدث بنسبة تقل عن 1%: فقر دم، ارتفاع تركيز الخمائر الكبدية، كثرة الحمضات، ألم شرسوفي، اللسان الفروي، بيلة دموية، ارتكاسات أرجية، ارتفاع الحرارة، نقص بوتاسيوم الدم، قلة كريات الدم البيضاء، نقص الصفيحات، شرى، صداع.

## الجرعة
- الأطفال (فموي): 30-50 ملغ/كغ/يوم تقسم على 4جرعات، الجرعة القصوى 2-3غ/يوم
- البالغين (فموي): 1-2 قرص كل 6ساعات من اجل الإنتانات البولية، أو قرصين كل 6ساعات من أجل التهاب الموثة.
- يجب تعديل جرعته عند المريض المضاب باضطراب الوظيفة الكلوية:

1. تصفية الكرياتينين 10-50مل/د: يعطى 382-764 ملغ كل 12-24ساعة.
2. تصفية الكرياتينين أقل من 10مل/د: يعطى 382-764 ملغ كل 24-48 ساعة.

- يجب تناول القرص مع كأس كبيرة من الماء، ويفضل أن يكون على معدة فارغة.

## المستحضرات الصيدلانية
- أقراص: 382 ملغ.

## قراءات إضافية
- Basker MJ, Comber KR, Sutherland R, Valler GH (1977). "Carfecillin: antibacterial activity in vitro and in vivo". Chemotherapy. ج. 23 ع. 6: 424–35. DOI:10.1159/000222012. PMID:21771.{{استشهاد بدورية محكمة}}:  صيانة الاستشهاد: أسماء متعددة: قائمة المؤلفين (link)
- Pawełczyk E, Zajac M, Knitter B, Mikołajczak P (أكتوبر 1981). "Kinetics of drug decomposition. Part 66. Kinetics of the hydrolysis of carphecillin in aqueous solution". Polish journal of pharmacology and pharmacy. ج. 33 ع. 3: 373–86. PMID:7322950.{{استشهاد بدورية محكمة}}:  صيانة الاستشهاد: أسماء متعددة: قائمة المؤلفين (link)